# Documentos Sonoros del Patrimonio Musical de Andalucía
Se trata de una colección de discos fruto de un trabajo de investigación y recopilación cuyo principal objetivo es difundir el patrimonio musical de Andalucía.
Algunas de las obras que forman parte de la colección promovida por el Centro de Documentación Musical de Andalucía son:
- DS0101: Cristóbal de Morales. Missa Mille Regretz. The Hilliard Ensemble.
- DS0102: Juan Manuel de la Puente. Cantatas y Villancicos. Al Ayre Español.
- DS0103: Julián Arcas. Fantasía El Paño. María Esther Guzmán.
- DS0104/05/06: Francisco Correa de Arauxo. Facultad Orgánica. José Enrique Ayarra.
- DS0107: En la Alhambra. Orquesta Ciudad de Granada.
- DS0108: Manuel Blasco de Nebra. Sonatas para pianoforte. Tony Millán.
- DS0109: Manuel Castillo. Cinco sonetos lorquianos. Real Orquesta Sinfónica de Sevilla.
- DS0110: Poder a Santa María. Andalucía en las Cantigas de Santa María. Sinfonye.
- DS0111: Andalucía en la música judeo-española. Alia Mvsica.
- DS0112: Andrés Segovia. In memoriam. Orquesta Ciudad de Córdoba.

- Datos: Q5812292